# Spatuloricaria evansii
Spatuloricaria evansii är en fiskart som först beskrevs av George Albert Boulenger 1892.  Spatuloricaria evansii ingår i släktet Spatuloricaria och familjen Loricariidae. IUCN kategoriserar arten globalt som livskraftig. Inga underarter finns listade i Catalogue of Life.